# A Hangya és a Darázs
A Hangya és a Darázs (eredeti cím: Ant-Man and the Wasp) 2018-as amerikai szuperhős-filmvígjáték. A filmet Peyton Reed rendezte, főszereplői Paul Rudd, Michael Douglas, Evangeline Lilly és Michael Peña. A film a 2015-ben bemutatott A Hangya című szuperhősfilm folytatása. 
Bemutatója az Amerikai Egyesült Államokban 2018. július 6., Magyarországon 2018. július 26.

## Cselekmény
A film egy visszaemlékezéssel indul 30 évvel korábbról, amikor az eredeti Hangya és Darázs, Hank Pym és Janet van Dyme elbúcsúznak lányuktól, Hope-tól, mert „üzleti útra” indulnak. Az út valójában egy küldetés, melynek során egy az Egyesült Államokra kilőtt szovjet atomrakétát kell hatástalanítaniuk. A rakéta felszínét még lézerrel se tudják átvágni, ezért megállítása érdekében egyiküknek szubatomivá kell zsugorítania magát, bár tudják, hogy onnan nincs visszaút. Mivel Hank szabályzója nem működik, ezért Janet vállalja magára a feladatot. Az egyre zsugorodó Janet a rakéta belsejébe jutva tönkreteszi annak elektronikai elemeit, majd a kvantumvilágba kerül. Mikor azonban A Hangya végén a hős identitását megöröklő Scott Lang visszatér a kvantumvilágból, Hankben megcsillan a remény, ezért lányával, Hope-pal egy kvantumkapu építésébe kezdenek.
A történet ezután két évvel a Polgárháború eseményei után veszi fel a fonalat: Scott Langet letartóztatták a szökevénnyé vált Amerika Kapitány segítése miatt, ám egy vádalkunak köszönhetően házi őrizetbe került, mely pár nap múlva jár le. A házába zárt Scott a hétvégéket lányával, Cassie-vel töltheti, miközben korábbi rablótársaival, Luis-zal, Dave-vel és Kurttel egy biztonságtechnikai céget üzemeltetnek, ami épp egy nagy megrendelésben reménykedik. 
Az FBI-os Jimmy Woo ügynök által megfigyelt Scott igyekszik elfoglalni magát az őrizet alatt, ám egyszer csak álmában újra a kvantumvilágba kerül, ahol összefonódik Janettel. Ezt követően annak egy emlékébe kerül, amiben Hope-pal bújócskáznak, majd Scott felébred. Scott telefonon értesíti az esetről Hanket és Hope-ot, akikkel a polgárháború óta nem áll kapcsolatban, és akik elviszik őt a házából, helyére egy intelligens hangyát raknak (aki a lábbilincset viseli).
Hanket és Hope-ot Scott polgárháborús tevékenysége miatt tettestársként tartja számon a kormány, ezért a rendőrség üldözi őket. Emiatt egy méretváltozásra képes épületben laknak, valamint ebben kezdték el megépíteni a kvantumkaput, amit egy pillanatra be is üzemelnek – pont akkor, amikor Scott Janettel álmodott. Úgy vélik, hogy Janet ezzel üzent nekik, így Scottot próbálják felhasználni az asszony megtalálásához, még ha a tettei miatt ellenszenvvel is viseltetnek iránta. A gépnek már csak egyetlen alkatrésze hiányzik a működéshez, amit álnéven próbálnak beszerezni egy Sonny Burch nevű feketepiaci kereskedőtől, aki viszont leleplezi őket, és csak akkor adja át az eszközt, ha bevennék társnak. Hope ekkor felveszi a Darázs-páncélt, ami Scottéhoz hasonlóan képes a méretváltoztatásra, emellé szárnyakkal és sugárvetővel is rendelkezik. Hope legyőzi Sonnyt és embereit, ám ekkor megjelenik egy Szellem nevű alak, aki képes átmenni a tárgyakon és akit az új Hangya-ruhát kapott Scottal se tudnak megállítani, így az meglép az alkatrésszel.
A kapu megtalálása érdekében a csapat segítséget kér Hank egykori kollégájától, Bill Fostertől, aki a Hankkel való nem túl jó viszonya ellenére tanácsot ad a csapatnak. A labor megtalálásához fel kell használniuk a korábbi Hangya-jelmezt, amit a polgárháború után Scott elrejtett, amit vissza kell szerezzenek Cassie iskolájából. Meg is találják az épületet, ám csapdába ejti őket a Szellem, amely név egy Ava Starr nevű nőt takar, akinek valójában Foster próbál segíteni, hogy normális ember legyen. Kiderül, hogy Ava Hank kirúgott kollégájának, Elihas Starrnak a lánya, aki szintén a kvantumkapu megépítésén fáradozott, de az vele és feleségével együtt megsemmisült. A kis Ava túlélte az esetet, azonban a robbanás hatására molekulái destabilizálódtak, a szervezete váltakozik a halmazállapotok közt, ezért tud átmenni a falakon. A lányt Foster vette magához, majd a S.H.I.E.L.D. ügynöke lett annak megszűnéséig. Utána ismét Fosterhez ment, aki a kvantumkapun át energiát nyerve képes lenne rendbe hozni őt. Hank ezt ellenzi, mivel ebbe a kvantumvilágban ragadt Janet belehalna, ezért pár méretváltoztató hangyát felhasználva megszöknek a kapuval együtt.
A csapat újra beindítja a kaput, a folyamat során Janet megszállja Scott testét, és beállítja a gépen a tartózkodási helye koordinátáit, amik viszont bizonyos idő múlva megváltoznak. Eközben Scott elküldi az új helyük címét Luisnak üzleti okokból, ám ezt kiszedi belőle Szellem és Sonny Burch is, utóbbi pedig az FBI-os emberével riasztást ad ki. Hanket és Hope-ot elfogják, a kaput viszont Szellem ellopja tőlük, mialatt Scott visszamegy a házába, nehogy a rendőrség rajtaüssön. Scott bánkódik azon, hogy elszúrta a dolgokat, de lánya lelket önt belé, így gyorsan megszökteti Hanket és Hope-ot a rendőrségtől, majd a kapu után indulnak.
A csapat megállítja Fostert és eltereli Szellem figyelmét, így Hank egy általa épített eszköz segítségével átmegy a kapun, egyenesen Janet koordinátái felé. Az épület a kvantumkapuval együtt eközben összezsugorodik, Hangya és Darázs pedig Luisék segítségével igyekszik minél távolabb vinni az őket üldöző Szellemtől és Butchtól is. Hank a zökkenős út után megérkezik a kvantumvilágba, ahol nem látja sehol feleségét, majd pedig víziói kezdenek előjönni. Ekkor jelenik meg Janet, akinek a kvantumvilágban töltött 30 év alatt megváltozott a sejtszerkezete, és aki erejét használva kimenti Hanket a látomásaiból, majd a szerkezettel elindulnak visszafelé. 
Ezalatt Luisék ártalmatlanítják Burch embereit, Hangya pedig óriásivá változva állítja meg magát Burchot, ám a túl nagy méretétől elájul és a vízbe zuhan, ahonnan Darázs menti meg. Ezután visszaváltoztatják az épület méretét, így Hank és Janet végre vissza tud térni a világba. Janetnek új ereje segítségével sikerül stabilizálnia Szellem állapotát, majd mindannyian meglépnek az érkező rendőrség elől.
Mivel a történteket nem tudták rábizonyítani, Scottot felmentik a háziőrizet alól, így már több időt tölthet a lányával. Scott Luisékkal folytatott üzlete beindul, Hank és Janet pedig bepótolják egymással a 30 éve elvesztegetett időt, Szellem és Foster pedig elválnak és elrejtőznek.
A stáblista közepénél lévő jelenetben a csapat egy kisebb, furgonban elférő hordozható kvantumkapu segítségével küldi át Scottot a kvantumvilágba, ahol energiát nyerhet ki Szellem gyógyítása érdekében. Scott megszerzi egy tartályba gyűjtve, azonban már nem tud visszatérni, ugyanis Hank, Hope és Janet Thanos csettintésének áldozataivá váltak, és így elporladtak. A stáblista utáni jelenetben láthatjuk Scott kiürült házát, amiben már csak a tevékenységeire betanított hangya maradt meg, amint épp dobol.

## Szereplők
| Színész                   | Szereplő               | Magyar hang             | Leírás |
| ------------------------- | ---------------------- | ----------------------- | --- |
| Paul Rudd                 | Scott Lang / Hangya    | Széles Tamás            | Egykori kisstílű bűnöző, aki olyan ruhát szerzett, amely lehetővé teszi számára, hogy összezsugorodjon vagy megnőjön, miközben az ereje is növekszik.     |
| Evangeline Lilly          | Hope van Dyne / Darázs | Németh Kriszta          | Hank Pym és Janet van Dyne lánya, aki anyjától örökölte a hasonló ruhát és a Darázs köpenyt.                                                              |
| Madeleine McGraw (gyerek) | Hope van Dyne / Darázs | Azurák Hanna            | Hank Pym és Janet van Dyne lánya, aki anyjától örökölte a hasonló ruhát és a Darázs köpenyt.                                                              |
| Michael Peña              | Luis                   | Csőre Gábor             | Lang egykori cellatársa és az X-Con Security csapatának tagja.                                                                                            |
| Walton Goggins            | Sonny Burch            | Kaszás Gergő            | Kisstílű bűnöző, aki Pym technológiáját akarja eladni a feketepiacon.                                                                                     |
| Bobby Cannavale           | Jim Paxton             | Debreczeny Csaba        | Rendőrtiszt, aki Lang volt feleségének, Maggie-nek a férje.                                                                                               |
| Judy Greer                | Maggie Lang            | Huszárik Kata           | Lang volt felesége. |
| T.I.                      | Dave                   | Makranczi Zalán         | Lang X-Con Security csapatának egyik tagjai. |
| David Dastmalchian        | Kurt                   | Anger Zsolt             | Lang X-Con Security csapatának egyik tagjai. |
| Hannah John-Kamen         | Ava Starr / Szellem    | Martinovics Dorina      | Molekulárisan instabil nő, aki képes átmenni a tárgyakon.                                                                                                 |
| Abby Ryder Fortson        | Cassie Lang            | Dolmány-Bogdányi Korina | Lang és Maggie lánya. |
| Randall Park              | Jimmy Woo              | Szabó Máté              | FBI ügynök és Lang felügyelőtisztje. |
| Michelle Pfeiffer         | Janet van Dyne         | Kovács Nóra             | Pym felesége, Hope anyja és az eredeti Darázs, aki a kvantum világban veszett el.                                                                         |
| Laurence Fishburne        | Bill Foster            | Gáti Oszkár             | Pym régi barátja, aki egykor az asszisztense volt a Góliát projektben.                                                                                    |
| Michael Douglas           | Hank Pym               | Dörner György           | Entomológus, fizikus és egykori S.H.I.E.L.D. ügynök, aki az eredeti Hangyává vált, miután felfedezte az átalakulást lehetővé tevő szubatomi részecskéket. |
| Stan Lee                  | önmaga                 | Kajtár Róbert           | Autója véletlenül összezsugorodott. |
| Michael Cerveris          | Elihas Starr           | Tokaji Csaba            | Ava Starr szülei. |
| Riann Steele              | Catherine Starr        | Laurinyecz Réka         | Ava Starr szülei. |
| Divian Ladwa              | Uzman                  | Nagy Dániel Viktor      | Sonny Burch csapatának tagjai. |
| Goran Kostic              | Anitolov               | Nagypál Gábor           | Sonny Burch csapatának tagjai. |